# ブレイ・ワイアット
ブレイ・ワイアット（Bray Wyatt、1987年5月23日 - 2023年8月24日）は、アメリカ合衆国のプロレスラー。フロリダ州ブルックスビル出身。
本名はウィンダム・ローレンス・ロタンダ（Windham Lawrence Rotunda）。父はIRSやマイケル・ウォールストリートなどのリングネームで知られる元WWF世界タッグ王者のマイク・ロトンド。弟はボー・ダラスことテイラー・ロタンダ。バリー・ウインダムとケンドール・ウインダムの甥であり、WWE殿堂者のブラックジャック・マリガンを祖父に持つ。

## 来歴

### WWE

#### FCW / NXT

##### 2009年 - 2010年
2009年、WWEとディベロップメント契約を交わし入団。4月に傘下団体であるFCWにてアレックス・ロトンダ（Alex Rotunda）のリングネームでデビュー。リングネームを度々改名し、デューク・ロトンド（Duke Rotundo）名義で落ち着く。6月に弟のボー・ロトンドとタッグチーム、ロトンズ（The Rotunds）を結成。7月にジャスティン・エンジェル & クリス・ローガンからFCWフロリダタッグチーム王座を奪取した。
2010年、WWE・NXTのシーズン2にルーキーとして参加。リングネームをハスキー・ハリス（Husky Harris）に変更し、コーディ・ローデスをプロに迎え、第4位という結果に終わった。NXTシーズン2が終了してからはFCWに戻った。

#### WWE

##### 2010年 - 2011年
2010年10月3日、WWEのPPVであるHell in a Cell 2010にてジョン・シナのネクサス入りかネクサス解散が賭けられたウェイド・バレット対シナ戦で、同じNXTシーズン2の卒業生であるマイケル・マクギリカティと介入し、バレットの勝利に貢献、シナをネクサス入りさせた。以後、マクギリカティと共にネクサスのメンバーとなった。
2011年、CMパンクがリーダーの新生ネクサスのメンバーとして活動するが1月31日のRAWにてランディ・オートンにパントキックを決められ長期欠場となる。

#### FCW / NXT

##### 2011年 - 2013年
2011年3月18日、FCWにてアクセル・マリガン（Axel Mulligan）というマスクマンとして登場し、リカルド・ロドリゲスをスタナーで破った。しかしマスクマンのギミックは1回限りで終了。以後はハスキー・ハリスに戻してFCWに出場。2012年2月、弟のボーとタッグを再結成し、2度目のFCWフロリダタッグチーム王座を戴冠。タッグ王座陥落後はNXTシーズン6に合わせ、サイコスリラー映画『ケープ・フィアー』に基づいたギミック、ブレイ・ワイアット（Bray Wyatt）へとリングネームを変更。イーライ・コットンウッドを相棒にし、不気味で不可解な言動を放つワイアット・ファミリー（Wyatt Family）なるユニットを結成。しかし、間もなくワイアットは負傷して欠場し、コットンウッドは解雇となりユニットは解消された。8月にFCWと統合したNXTに復帰した際、新たにWWEに入団したルーク・ハーパーを部下にしてワイアット・ファミリーを再結成。また、11月にはエリック・ローワンもメンバー入りし、ファミリーを拡大。マネージャーとしてタッグマッチで相手チームへの妨害を加えるなど悪事を行い、またシングルとして試合に出場。
2013年、ファミリーと抗争していたNXTタッグ王者であるブリティッシュ・アンビションのオリバー・グレイを負傷させた。そしてグレイの代役となったボー・ダラスをも巻き込み、シングルマッチやタッグ王座戦で抗争を展開。4月のハウスショーにてカシアス・オーノと対戦した際に鼻の骨を骨折。そのため5月4日のRAWハウスショーから短期間、防護マスクを着用して出場していた。この時期より上層部から期待されるようになり、5月2日のNXTにてクリス・ジェリコと対戦した。

#### WWE

##### 2013年
2013年5月、ワイアット・ファミリーのPVがRAWやSmackDownなどの番組で流されるようになり、7月8日のRAWでケイン対クリスチャンのシングルマッチにファミリーのメンバーと共に乱入。ケインを襲撃したことで抗争勃発。サマースラムのリング・オブ・ファイアマッチにて、ハーパーとローワンの助けを借りて勝利。ケインを行方不明にした。
10月、ダニエル・ブライアンやCMパンクを相手に襲撃を仕掛けるようになるが、CMパンクはザ・シールドとの抗争に移ったため、ブライアンだけを標的にして抗争を開始。試合を行う度に一家の仲間になるように誘い、12月のPPVであるTLC 2013において3対1のハンディキャップマッチや12月31日のRAWではガントレットマッチでは勝敗の有無に関わらず、試合後一家総出でブライアンに対して暴行を加えていき、遂にブライアンにファミリー入りを決意させたと思われたのだが、それはブライアンがワイアットを翻弄するための演技であった。

##### 2014年

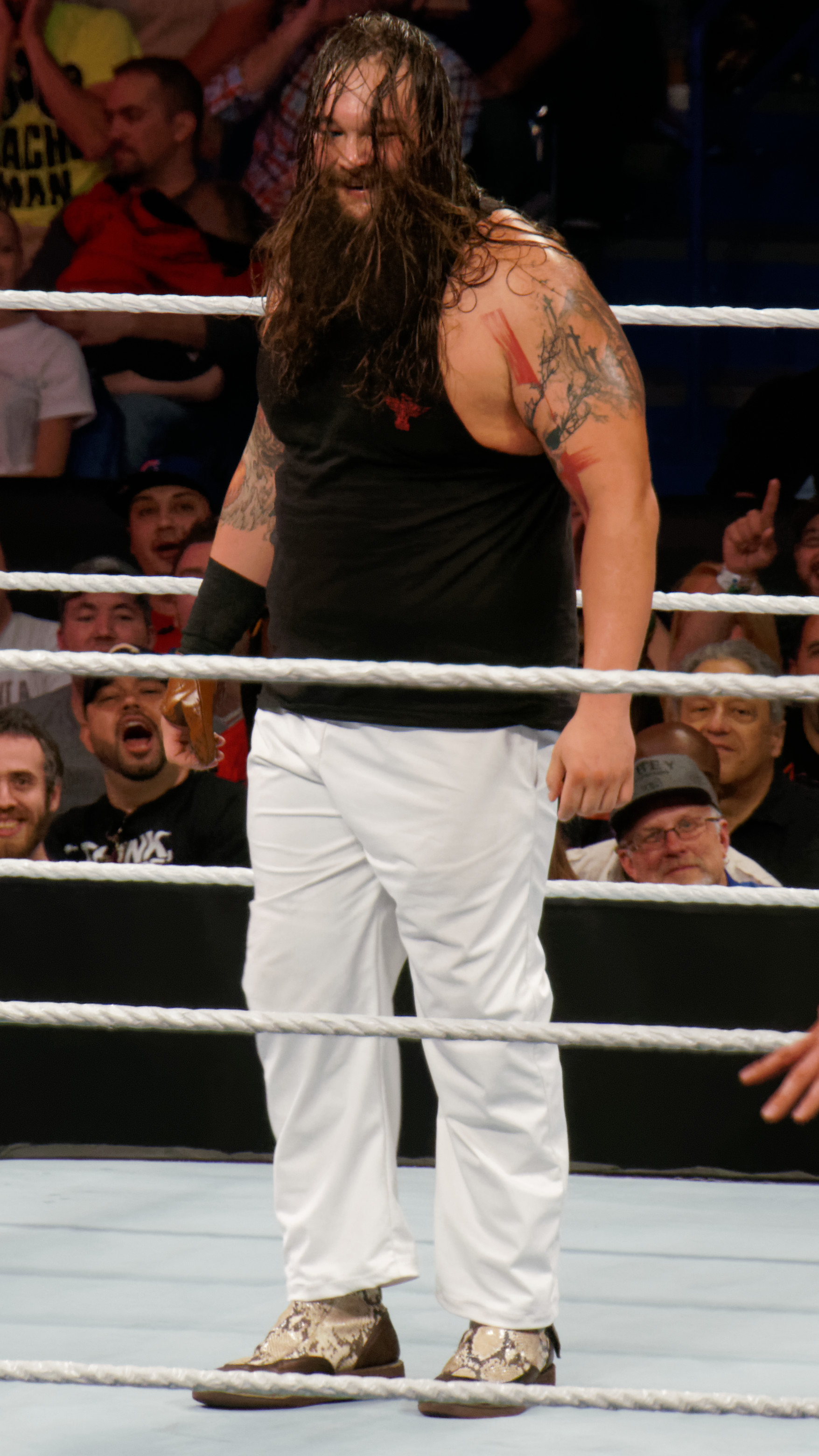
2014年

2014年1月13日、RAWでワイアット & ブライアン vs ウーソズのケージマッチにてブライアンに裏切られ敗退した上ブライアンに制裁された。同月26日、Royal Rumble 2014ではブライアンと決着戦を行い勝利して抗争を終結。Royal Rumble 2014でのオートン vs シナのWWE世界ヘビー級王座戦や、2月16日のWWE Elimination Chamber 2014でのWWE・世界ヘビー級王座争奪チェンバー戦の試合にも乱入し、ジョン・シナを敗戦させたことでシナとの抗争に移る。4月6日、年間最大のPPVであるWrestle Mania XXXではシナと対戦して敗戦。5月4日、Extreme Rules 2014でのスティール・ケージ・マッチでは、ワイアット・ファミリーが総力を上げて介入してきた事により勝利する。6月1日、Payback 2014ではラストマン・スタンディングマッチで対決。最後は会場の機材を収納するボックスに放り込まれ、脱出できずに敗戦した。6月29日、Money in the Bank 2014において、WWE世界ヘビー級王座を賭けたラダーマッチで対戦するがベルトを奪取をするに至らなかった。シナとの抗争後、7月よりクリス・ジェリコを襲撃して抗争を開始。7月20日、Battleground 2014では敗れたが、Summer Slamと9月8日のRAWにて行われたケージマッチに勝利し、抗争は終了した。10月26日、WWE Hell in a Cell 2014にてディーン・アンブローズ vs セス・ロリンズにて乱入。アンブローズを襲撃して敗北に追い込み、27日のRAWにおいてアンブローズを挑発した。また、ルーク・ハーパーとエリック・ローワンを「羊の群れに狼を放った」などと支離滅裂な説明を行いファミリーからの独立を発表した。アンブローズとの抗争は年明け1月6日のRAWでの救急車戦に勝利した所で終了。

##### 2015年

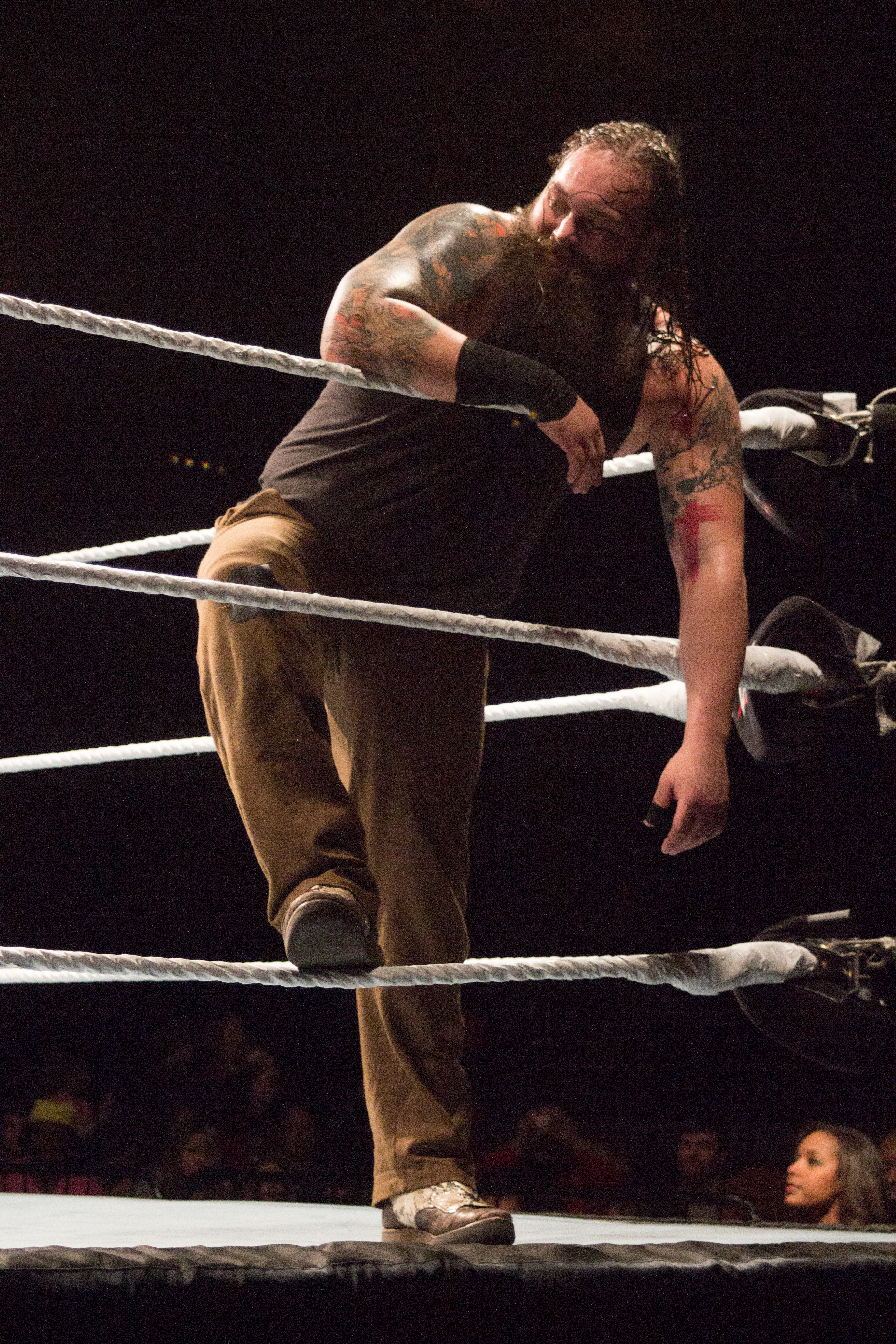
2015年

2015年2月22日、Fastlaneにてジ・アンダーテイカーとの対戦を要求。Fastlane以降、アンダーテイカーに向けて挑発続けるがアンダーテイカーは姿を現す事なく3月29日、WrestleMania 31を迎え、アンダーテイカーが姿を現わし対戦。試合序盤より優勢となり満身創痍の状態にさせるがツームストーン・パイルドライバーで逆転を図られたものの切り返して、シスター・アビゲイルを仕掛けようとしたがアンダーテイカーも切り返して再びツームストーン・パイルドライバーを仕掛けられ敗戦した。マネー・イン・ザ・バンクではローマン・レインズの優勝を阻み、抗争開始。7月のPPVバトルグラウンドではコートを被った男が乱入し、ワイアットの勝利。コートをかぶった男の正体はハーパーでワイアット・ファミリーは再結成した。サマースラムではハーパーと組んで、レインズ&アンブローズと戦い敗北するが、翌日のRAWでの再戦では、終盤に黒い羊のマスクを被ったブラウン・ストローマンが乱入、レインズとアンブローズを倒し、ファミリー入りした。10月19日にはローワンも復帰しワイアット・ファミリーは完全復活した。 11月、ワイアット・ファミリー全員でアンダーテイカーを襲撃して抗争を開始。9日のRAWではアンダーテイカーがケインを呼び寄せてブラザーズ・オブ・デストラクションを再結成して撃退させる。同月22日、Survivor Series 2015にてハーパーと組んでブラザーズ・オブ・デストラクションと対戦。ワイアットはその時にパートナーを選べる状況にあり、試合開始直前にハーパーを選んだ。中盤にはセコンドで介入してきたブラウン・ストローマンが実況席へダブルチョークスラムで叩きつけられ破壊。リングへ戻ってきたところをハーパーと共に攻撃して倒すが瞬時に起き上がるとハーパーと共にチョークスラムを決められ、最後にアンダーテイカーがハーパーにツームストーン・パイルドライバーを決めて敗戦した。

##### 2016年
ワイアットファミリーはドラフトによってブラウン・ストローマンがRAW所属になり、脱退するが、ランディ・オートンが新たにファミリー入りする。2016年12月4日、TLC 2016にてランディ・オートンと組んでスマックダウン・タッグ王座を保持するヒース・スレイター & ライノに挑戦。終盤に場外でオートンがライノからスピアーを決められそうになるとセコンドであるハーパーが身代わりとなり、ライノがリングに上がると逆エビ反りで挑発して怯ませるとオートンがRKOを決めて勝利。ベルトを奪取した。

##### 2017年

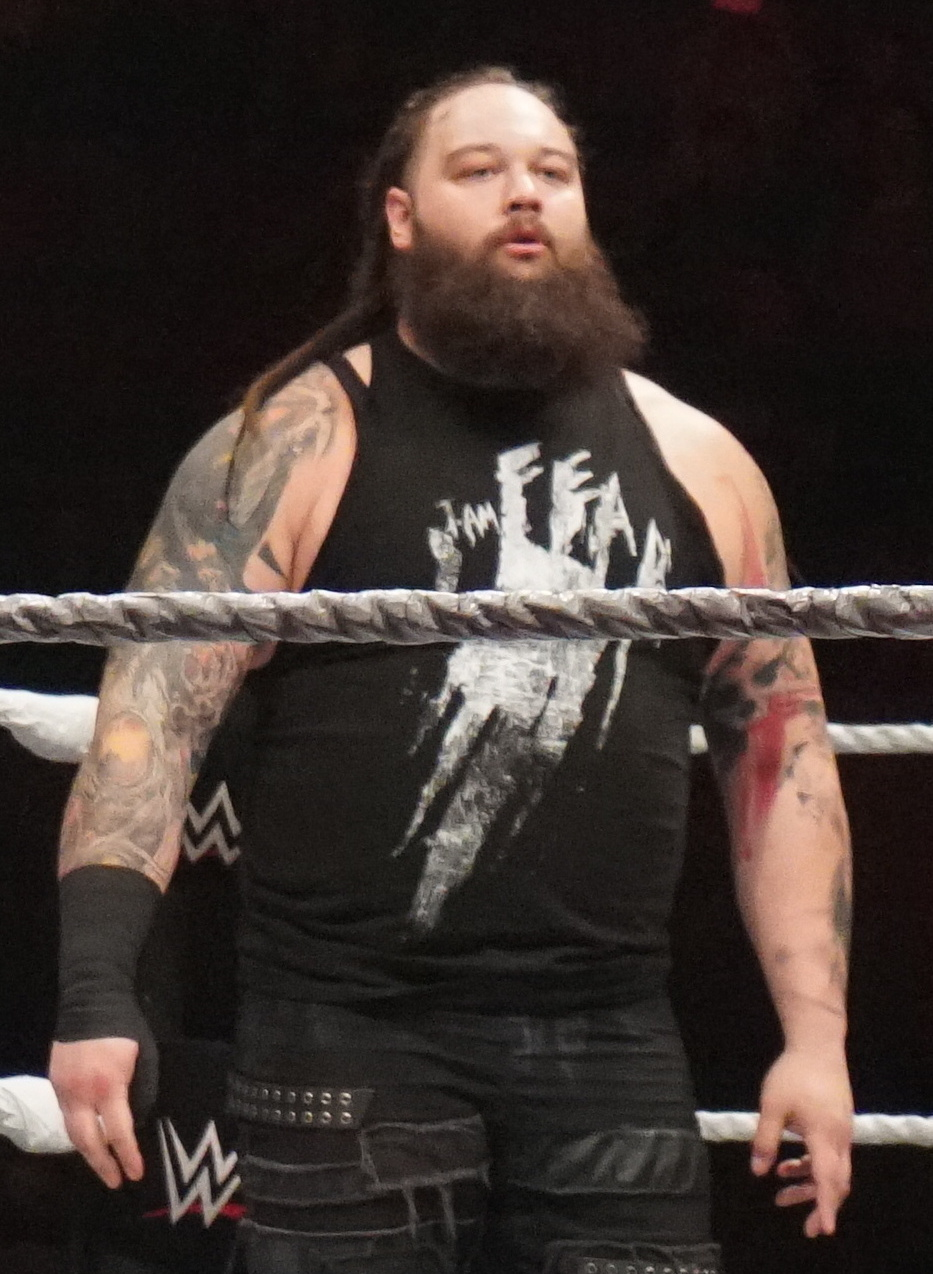
2017年

2017年2月12日、Elimination Chamber 2017にてエリミネーション・チェンバー・マッチ形式によるWWE王座戦に出場。終盤に王者であるジョン・シナ、AJスタイルズとの三つ巴となりシナをシスター・アビゲイルで仕留め、スタイルズと一騎打ちになると打撃技に苦しみ苦戦するが最後にフェノメナール・フォアアームを仕掛けようと飛んだスタイルズを捕えるとシスター・アビゲイルを決めて勝利。ベルトを奪取した。4月30日、Payback 2017にてランディ・オートンとハウス・オブ・ホラーマッチで対戦。最後はキッチンで襲撃してオートンを倒し脱出。会場に戻り勝ち名乗りを上げているところに背後より現れたオートンに襲撃され窮地に陥るが、バックステージから登場したジンダー・マハル & シン・ブラザーズ（サミル・シン & スニル・シン）がオートンを襲撃。マハルのベルトでの殴打からシスター・アビゲイルへと繋げて勝利した。7月、フィン・ベイラーとの抗争が始まるも、8月20日のSummer Slam、9月24日のNo Mercyで相次いで敗れる。10月22日のTLCにて3度目のPPV決戦となるはずだったが、大会直前にウィルス性の感染症（おたふくかぜ）を罹患し欠場（代役はAJスタイルズ）。以後この対戦は自然消滅となる。12月頃、ウォークンにギミックチェンジしたマット・ハーディーとの抗争を開始した。

##### 2018年
マット・ハーディーとの抗争は「アルティメット・デリッション」で敗北し、その後、転生の泉に落とされた。2018年4月8日、WrestleMania 34 Kickoffにてアンドレ・ザ・ジャイアント・メモリアル・バトルロイヤルに乱入。マット・ハーディーの優勝を手助けし、試合後に抱負を交わしタッグを結成。2018年4月27日、Greatest Royal Rumbleにてマット・ハーディーと組んで空位となったWWE・ロウ・タッグ王座を懸けてザ・バー（シェイマス & セザーロ）と対戦。終盤にシェイマスからブローグ・キックを狙われるも逆エビ反りで怯ませ、マットの挑発で気を取られたシェイマスにシスター・アビゲイルを決め、最後に合体式となるホイールバロー・ツイスト・オブ・フェイトを決めて勝利。ベルトを奪取した。

##### 2019年

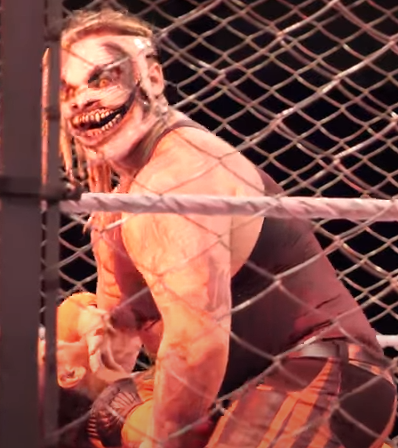
"ザ・フィーンド" ブレイ・ワイアット（2019年）

2019年4月22日のRAWより、自身がホストを務める教育番組風のコーナー「Firefly Fun House（たのしいホタルのおうち）」がスタート。良識的なホスト役かつ猟奇的な「The Fiend（悪霊）」という二面性を持ち合わせるキャラクターである "ザ・フィーンド" ブレイ・ワイアットへとギミックチェンジする。リングに突然現れ、マンディブルクローで襲撃して姿を消すといった行動をとるようになる。SmackDown移籍後の2019年10月31日、サウジアラビアにて開催されたPPV「クラウン・ジュエル」において、セス･ロリンズとの王座戦に勝利、WWEユニバーサル王座を奪取した。

##### 2020年
2020年2月27日のサウジアラビア大会（WWEスーパーショーダウン）のWWEユニバーサル王座戦にてゴールドバーグの挑戦を受ける。試合開始直後からスピアーで立て続けに攻撃され、マンディブル・クローで反撃を行うものの、最後はジャック・ハマーから3カウントを取られ、WWEユニバーサル王座を失った。
その後ゴールドバーグに勝利しユニバーサル王座を戴冠したブラウン・ストローマンとの抗争を開始。かつて羊のマスクを被りワイアットファミリーの一員だったストローマンにファミリーに戻るようしつこく勧誘し、5月10日のマネー・イン・ザ・バンクにてストローマンのユニバーサル王座に挑戦。試合途中にストローマンがかつて被っていた羊のマスクを再び被りファミリーに戻ることを示唆すると、有頂天になり警戒を解いてしまう。しかしストローマンのそれは演技であり、マスクを脱ぎ捨てて踏みつける。そしてその行動に動揺している隙をつかれてランニングパワースラムを決められ敗北した。
ホラーショー・イン・エクストリームルールズでは、沼地戦で対決。ストローマンをマンディブルクローで沼地に沈めて行方不明に追い込む。その後、ストローマンの友人であるアレクサ・ブリスを襲撃するも、モンスターとして覚醒したというストローマンが沼地から復活しサマースラムでも再戦、ストローマンの破壊力が圧倒していたが、リングマットをカッターで切って土台を剥き出しにする作業中に復活したワイアットがシスターアビゲイルでストローマンを土台に叩きつけて王座を再奪取した。しかし、試合後にローマン・レインズの乱入を受けて二人ともリングから駆逐されてしまった。
ペイバックでは、トリプルスレットマッチでの王座戦が組まれ、レインズが姿を現さないまま二人で王座戦を開始。しかし、ストローマンをスーパースプレックスで投げた際にリングが崩壊し、両者がダウンした所でレインズがやってきて試合契約書にサインしてリングインし、スピアーで疲弊した両者を駆逐しストローマンをフォール。負けずしてユニバーサル王座を失った。

##### 2021年
ランディ・オートンとの抗争を開始。アレクサ・ブリスと共にオートンに呪術をかけたりガソリンをかけて放火したりして翻弄するが、レッスルマニア37にて敗北。　
その後、登場することはなく7月31日にWWEを解雇された。

##### 2022年
10月8日、エクストリーム・ルールズ2022のメインイベント終了後に突如として登場。WWEに復帰し、14日のスマックダウンでは素顔で登場し、時折声を詰まらせながら、ファンに感謝を伝えた。

##### 2023年
8月24日、WWEチーフ・コンテンツ・オフィサーのトリプルHにより他界したことが発表された。36歳没。死因は心臓発作で、「昼寝をする」とガールフレンドに告げ、そのまま息を引き取ったと報じられている。
新型コロナウイルスに感染し心臓の合併症を発症、死去の1週間前にも心臓の問題で入院し、心臓除細動器の装着を医師に勧められていた中での出来事だった。
25日のスマックダウンでは、23日に亡くなったテリー・ファンクと共に追悼セレモニーが行われ、10カウントゴングが鳴らされた。

## その他
- ギミック上、彼のマイクの内容は一般的な常識では理解不能な支離滅裂なものであり、それらの言葉を用いた心理戦で対戦相手（抗争相手）に精神的に揺さぶりをかける。
  - 支離滅裂な言葉の一例は「ハゲタカを追え」など。
- ゲームであるWWE'12に使用可能キャラクターとして収録されているが、入場曲がなぜかメイソン・ライアンが使用しているもの（Here And Now Or Never）になっている。同じくライアンの入場曲もWWEでは使用したことがない曲になっている。
- 容姿が橋本真也に似ている事でも話題になった[18]。
- 中邑真輔の大ファンで、レスリングスタイルも似せていた[19][20]。

## 得意技

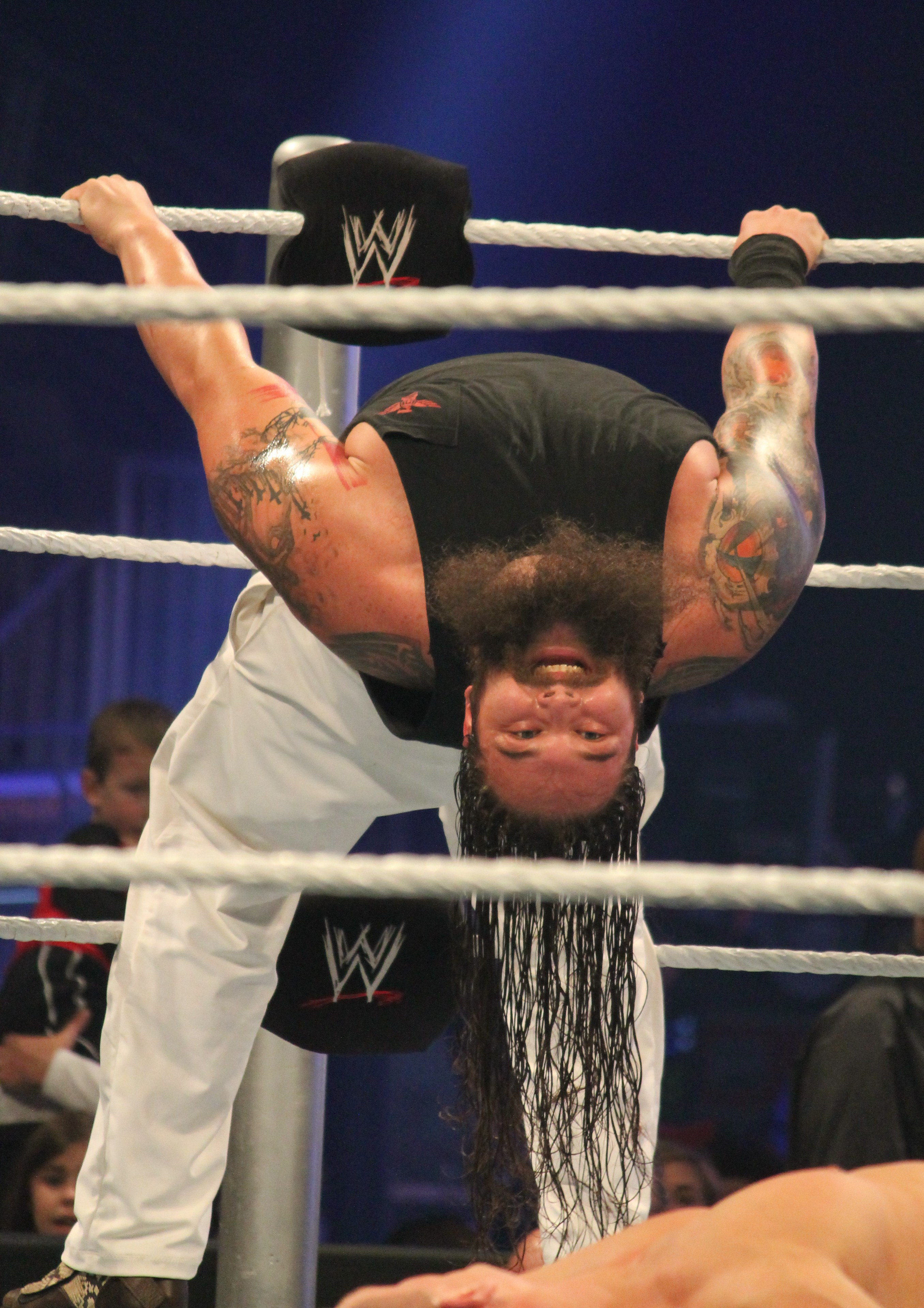
逆エビ反り

### フィニッシュ・ホールド

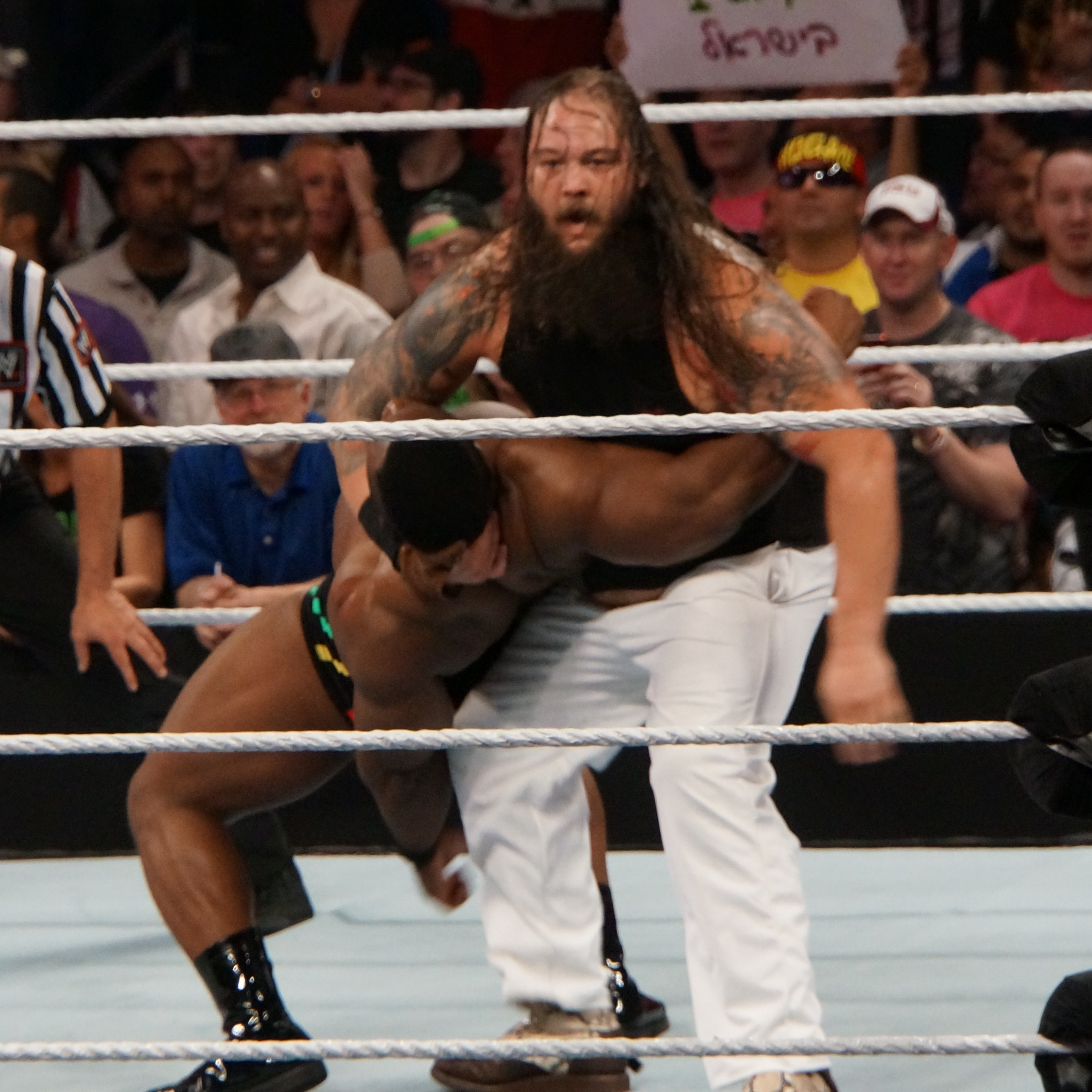
シスター・アビゲイル
ブレイ・ワイアットになってからのフィニッシャー。
変形のフラットライナー。NXT時代は敵と無理やりに踊ってから放っていた。また、技を放つ直前、相手の額にキスをする。乱戦時などまれに走り込んで来た相手にカウンター式を使用する。
相手をフラットライナーの体勢で組み合い、一度相手側に体重をかけて傾けてから、横方向への捻りを加えつつ後方へ反転して倒れ込み、相手の顔面からマットに叩きつける技。
マンディブル・クロー
2019年から使用。
相手の口の中に自身の指を入れて、相手の喉を塞ぎ入れて呼吸を圧迫させて相手を窒息させる拷問(ごうもん)技。
ランニング・セントーン
NXT及びネクサス時代までのフィニッシャー。
スタナー
アクセル・マリガン時代のフィニッシャー。

### 打撃技
エルボー
エルボー・スタンプ
バックエルボー
ナックルパンチ
クローズライン
森嶋猛が得意としたカウンター式と同型。
ショートアーム・クローズライン
ビッグブーツ
フライング・ボディ・アタック
通常のフライング・ボディ・アタック、コーナー串刺し式フライング・ボディ・アタック2種類を使用。

### 投げ技
スープレックス
スーパープレックス
裏落とし
裏投げとチョークスラムの合成技。
裏投げのようにクラッチして相手を抱え上げ、そのまま下方へ投げ捨てるように背面から落とす。
オクラホマ・スタンピード

### フォール技
バックスライド
スクールボーイ
スモール・パッケージホールド

### その他
逆エビ反り
技ではないがワイアットを代表するムーブ。基本型はコーナー付近に立ちトップロープを掴み体を後ろに倒しアピールする。稀に映画であるエクソシストの登場人物で悪魔に取り憑かれたリーガン・マクニールのようなスパイダーウォークをすることによって対戦相手に精神的揺さぶりをかける。

## 獲得タイトル
WWE
- WWE王座 : 1回
- WWE ユニバーサル王座 : 2回
- WWE ロウ・タッグ王座 : 1回

w / マット・ハーディー
- WWE スマックダウン・タッグ王座 : 1回

w / ランディ・オートン & ルーク・ハーパー
FCW
- FCWフロリダタッグ王座 : 2回

w / ボー・ロトンド

## 入場曲
- Texas Special
- We Are One - 12 Stones
- This Fire Burns
- Pay The Price
- Live in Fear
- The Deletion Anthem
- Good Friendship Song
ファイアフライファンハウスの時に使われる曲、またTLC2019でのザ・ミズ戦、マネー・イン・ザ・バンク2020でのストローマン戦の入場時にも使われた
- Let Me in
- Shatter - 現在使用中